# 泉南市立樽井小学校
泉南市立樽井小学校（せんなんしりつ たるいしょうがっこう）は、大阪府泉南市にある公立小学校。

## 沿革
明治時代初期の学制に基づき、堺県和泉国第二十三区日根郡二十九番小学校として、1873年6月15日に当時の日根郡樽井村（のち泉南郡、1940年町制施行で樽井町）で開校した。開校当初は樽井・男里・馬場・鳴滝の4村を校区としていたが、1875年には男里・馬場・鳴滝の各村を校区から外し、樽井村1村を校区としている。
1876年5月25日に樽井村31-2番地（現在地）に移転している。学校制度の変遷に伴い改編を繰り返したのち、1907年には高等科を併設した。
1947年には学制改革により泉南郡樽井町立樽井小学校となり、敷地内に樽井町立樽井中学校を併設した。樽井中学校は翌1948年に近隣の村の中学校と統合して学校組合立山之井中学校へ改編されたのち、現在の泉南市立泉南中学校へと統合されている。

### 年表
- 1873年6月15日 - 堺県和泉国第二十三区日根郡第二十九番小学校が開校。
- 1875年4月1日 - 和泉国第三大区四小区日根郡樽井小学校と称する。
- 1881年4月 - 日根郡公立樽井小学校と称する。
- 1887年4月1日 - 日根郡樽井尋常小学校に改称。
- 1888年4月 - 日根郡樽井簡易小学校へ改編。
- 1893年12月 - 日根郡樽井尋常小学校へ再改編。
- 1896年4月 - 郡の合併により、泉南郡樽井尋常小学校と称する。
- 1907年4月1日 - 高等科を併置し、泉南郡樽井尋常高等小学校に改称。
- 1941年4月1日 - 国民学校令により、泉南郡樽井国民学校に改称。
- 1947年4月1日 - 学制改革により、樽井町立樽井小学校に改称。
- 1956年11月 - 合併による泉南町の発足により、泉南町立樽井小学校に改称。
- 1970年7月1日 - 泉南市の市制施行により、泉南市立樽井小学校に改称。

## 交通
- 南海本線 樽井駅 南西へ約800m。